# Dentitheca alata
Dentitheca alata is een hydroïdpoliep uit de familie Plumulariidae. De poliep komt uit het geslacht Dentitheca. Dentitheca alata werd in 1888 voor het eerst wetenschappelijk beschreven door Bale. 